# Microcharops fulvohirtus
Microcharops fulvohirtus là một loài tò vò trong họ Ichneumonidae.